# Anthemion

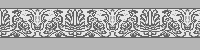
Anthemionfries

Als Anthemion oder auch Anthemienfries bezeichnet man ein Friesband, das sich aus Lotosblüten und Palmetten im Wechsel zusammensetzt, die durch Rankenketten miteinander verbunden sind. Entweder sind sie gleichgerichtet in einer Reihe angeordnet oder abwechselnd nach oben und unten. Deshalb wird es auch häufig Palmettenfries genannt.
Das Anthemion wurde vor allem in der  griechischen Kunst und Architektur häufig verwendet, beispielsweise mitunter am Hals ionischer Säulen, am Fries über dem Architrav und auf der Sima. 